# トーマス・レット
トーマス・レット・エイキンズ・Jr. (Thomas Rhett Akins Jr. 1990年3月30日 - ) はアメリカ合衆国のカントリー歌手。父親は同じくシンガーソングライターのレット・エイキンズ。
レットは6枚のスタジオアルバムをビッグ・マシン・レコードからリリースし、グラミー賞に4回ノミネートされ、2017年と2019年にそれぞれアルバムが最優秀カントリー・ソングにノミネートされた。
自身のためだけでなく、ジェイソン・アルディーンやリー・ブライス、フロリダ・ジョージア・ラインのために曲を書き下ろしている。

## 幼少期の生活
レットはジョージア州バルドスタで父のレット・エイキンズと母のペイジ・ブラスウェルの間に生まれ、テネシー州ナッシュビルで幼少期を過ごし、ティム・マグロウやブルックス&ダンなどの歌手の曲を聴いて育った。中学校に通いながらドラムを学んだ後、レットは父親と一緒にステージに上がり、演奏をしていた。高校では、彼はバンドThe High Heeled Flip Flopsの一員であった。
音楽のほかに彼がやりたいことは見つからず、高校卒業後、レットは、彼の友人が大学に行っているからという理由でテネシー州ナッシュビルのリプスコム大学に入学した。レットは音楽でキャリアを築くために20歳の時に大学を中退した。クラブで演奏しているある夜、ビッグ・マシーン・レーベル・グループのエグゼクティブが彼に近づき、彼に曲を書くための出版契約を提供した。彼は同社のために多くの曲を書き始めた。

## キャリア

### 作詞作曲

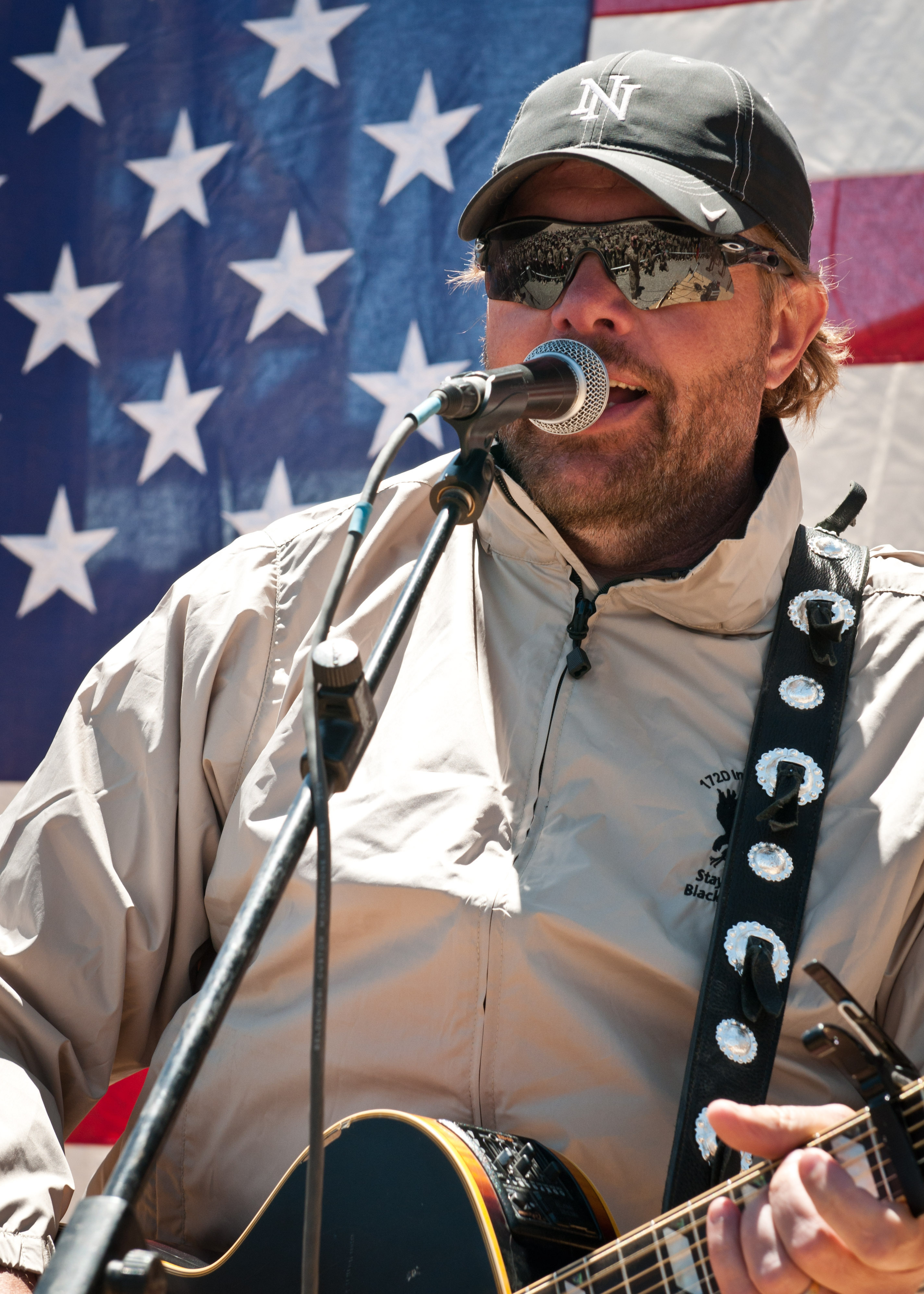
トビー・キースはトーマスをツアーに同行させた初めての人物であり、トーマスは作曲、演奏などをトビーのショーを見て学んだと述べている

レットは、ジェイソン・アルディーンの2010年アルバム「My Kinda Party」の曲「I Is Not Ready To Quit」を共同制作し、2011年にビッグ・マシン・レコードのValory Music Group部門とレコーディング契約を結んだ。アルバムは初動から21週間Billboard 200の上位40以内に位置し続け、リリースの最初の年内に170万枚を販売した。レットはまたジェイソン・アルディーンの「1994」、リー・ブライスの「Parking Lot Party」、そしてフロリダ・ジョージア・ラインの「Round Here」を2013年に共同で制作した。カントリー・エアプレイの2013年9月21日のチャートウィークでは、レットかもしくは彼の父親が共同制作した5曲がトップ10にランクインした。この中には「It It Goes Like This」も含まれていた。

### 2012–2015:It Goes Like Thisをリリース
2012年2月に、デビューシングル「Something to Do with My Hands」をリリースし、同年9月にセカンドシングル「Beer with Jesus」をリリースした。この2枚のシングルは両方ともHot Country Songs chartsにおいてトップ30にランクインした。3枚目のシングル「"It Goes Like This"」はthe Country Airplay chartでトップになり、Hot Country Songs chartsで最高2位となった。
2013年10月29日にデビューアルバム「It Goes Like This」をリリースした。アルバムの4枚目のシングル「Get Me Some of That」はthe Country Airplay chartで彼にとって二度目の一位を獲得した。5枚目のシングル、「Make Me Wanna」もthe Country Airplay chartで一位を獲得した。これらの活動の合間にレットは、ブラントリー・ギルバートの「Small Town Throwdown」のゲスト・ボーカルをジャスティン・ムーアと共に務めている。

### 2015–2017:Tangled Upをリリース
2015年4月7日、シングル「Crash and Burn」を彼の二枚目のアルバムのリードシングルとしてリリースした。そのアルバム「Tangled Up」は9月25日にリリースされた。アルバム「Tangled Up」はthe Country Airplay chartにおいて2015年9月に一位を獲得。アルバムのセカンドシングル「Die a Happy Man」はthe Country Airplay chart、Hot Country Songs charts、また、カナダでのチャートのそれぞれで2015年12月、2016年1月に一位となった。このシングルはthe Country Airplay chartで一位を8週間維持した二曲目となった。アルバムのサードシングル、「T-Shirt」はthe Country Airplay chartにおいて2016年6月に一位を獲得したが歌詞の内容について強い批判を受けた。

### 2017–2020:Life ChangesとCenter Point Roadをリリース
3枚目のスタジオアルバム「Life Changes」を2017年9月8日にリリース。このスタジオアルバムにはマレン・モリスがフィーチャリングし、the Country Airplay chartで一位を獲得したシングル「Craving You」も含まれている。アルバムのタイトルともなった「Life Changes」は、アルバムの4枚目のシングルとして2018年4月16日にリリースされた。
2019年3月1日、4枚目のスタジオアルバム「Center Point Road」のリードオフシングルとして「"Look What God Gave Her"」をリリースした。リリースの翌晩のサタデー・ナイト・ライブにおいて、同スタジオアルバムから別の新曲、「Don't Threaten Me With a Good Time」を演奏した。スタジオアルバムは5月31日にリリースされた。「Remember You Young」はアルバムのセカンドシングル、そしてジョン・パーディがフィーチャリングした「Beer Can't Fix」がサードシングルとなっている。
2020年に入ると、リーバ・マッキンタイア、ヒラリー・スコット、クリス・トムリン、キース・アーバンといった有名歌手がゲストとして参加したスタンドアロンシングル「Be a Light」をリリースした。この曲の収益はコロナ禍で困窮した音楽関係者を支援するMusiCares COVID-19 Relief Fundへと寄付された。
トーマス・レットは第55回アカデミー・オブ・カントリーミュージック賞において「エンターテイナーオブザイヤー」に選出された。
ダラス・スミスと共作した曲、「Don't Need the Whiskey」を2020年8月にリリースした。

### 2021–2023:Country AgainとWhere We Startedをリリース

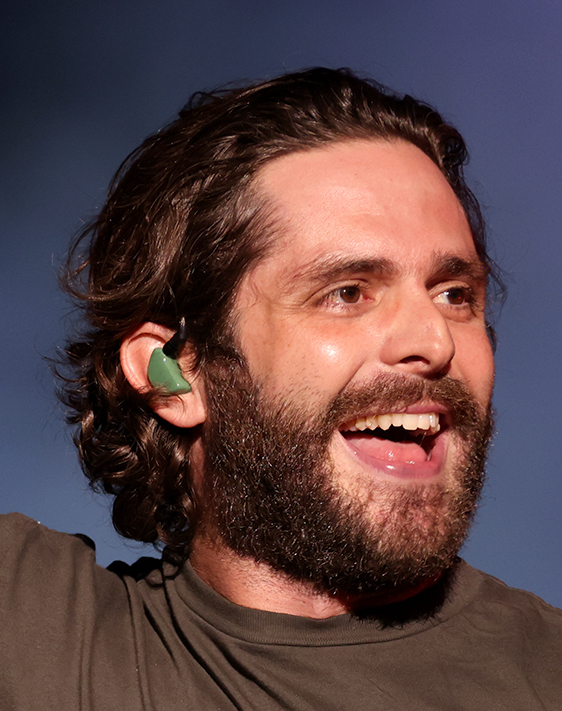
2021年

2021年3月、2枚組アルバムをリリースすることを発表し、その第一弾として「Country Again: Side A」を2021年4月30日にリリースした。その中には「What's Your Country Song」と「Country Again」が収録されている。
2021年11月、6枚目のスタジオアルバム「Where We Started」のリードシングルとして「Slow Down Summer」をリリースした。スタジオアルバムは2022年4月1日にリリースした。また、2枚組アルバムの第二弾「Country Again: Side B」を2022年末ごろにリリースする予定だと発表したが、結果的にリリースされなかった。
2022年3月にタイラー・ハバード、ラッセル・ディッカーソンをゲストボーカルにフィーチャーしたプロモーションシングル「Death Row」を発表。2022年10月21日、EP盤の「Merry Christmas, Y'all」をリリース。
2023年、モーガン・ウォーレンとの曲「Mamaw's House」を初のコンピレーションアルバム「20 Number Ones」からリリースした。

### 2024–現在:About a Womanをリリース
2024年8月、自身の妻をテーマにしたアルバム「About a Woman」をリリースした。

## 私生活
トーマス・レットは、ローレン（旧姓：グレゴリー）と2012年10月12日に結婚している。
2017年2月、ウガンダから2015年11月生まれの女の子を養子に迎え、さらにローレン自身も妊娠していると発表した。2017年8月、次女が生まれた。三女が2020年2月10日に生まれ、四女が2021年11月15日に生まれている。
レットおよびローレンは二人ともキリスト教徒である。

## コンサートツアー
- Own the Night Tour with Lady Antebellum (2012)
- Night Train Tour (Athens, Georgia) with Jason Aldean (2013)
- Anything Goes Tour with Florida Georgia Line (2015)
- Suits & Boots Tour co-headlining with Brett Eldredge (2015)
- We Were Here Tour with Jason Aldean (2016)
- C2C: Country to Country with Miranda Lambert, Dwight Yoakam and Ashley Monroe (2016)
- Six String Circus Tour with Jason Aldean (2016)
- Home Team Tour[39] Headliner Tour With Guests Kelsea Ballerini, Russell Dickerson, Ryan Hurd, Brett Young, Old Dominion, Dan + Shay, and Walker Hayes (2017)

## ディスコグラフィー

### アルバム
| 2013                                      | It Goes Like This | - 発売日: 2013年10月29日 - レーベル: Valory - 全米売上: 27.1万枚 | 6 | —  | 23 | —  | - US: プラチナ                 |
| 2015                                      | Tangled Up        | - 発売日: 2015年9月25日 - レーベル: Valory - 全米売上: 59.8万枚  | 6 | 77 | 2  | 80 | - US: プラチナ - CAN: ゴールド |
| 2017                                      | Life Changes      | - 発売日: 2017年9月8日 - レーベル: Valory - 全米売上: 31.9万枚   | 1 | 30 | 2  | 54 | - US: プラチナ                 |
| 2019                                      | Center Point Road | - 発売日: 2019年5月31日 - レーベル: Valory - 全米売上: 7.6万枚   | 1 | 24 | 2  | —  |                                |
| "—"は未発売またはチャート圏外を意味する。 |                   |                                                                  |   |    |    |    |                                |

## 獲得した賞、およびノミネート
| 年   | アワード                          | カテゴリ                        | 歌                                                                   | 結果       | Ref    |
| ---- | --------------------------------- | ------------------------------- | -------------------------------------------------------------------- | ---------- | ------ |
| 2013 | American Country Awards           | New Artist of the Year          | Himself                                                              | ノミネート | [ 52 ] |
| 2014 | iHeartRadio Music Awards          | Country Song of the Year        | "It Goes Like This"                                                  | ノミネート | [ 53 ] |
| 2014 | CMT Music Awards                  | Video of the Year               | "It Goes Like This"                                                  | ノミネート | [ 54 ] |
| 2014 | CMT Music Awards                  | Breakthrough Video of the Year  | "It Goes Like This"                                                  | ノミネート | [ 54 ] |
| 2014 | Country Music Association Awards  | New Artist of the Year          | Himself                                                              | ノミネート | [ 55 ] |
| 2014 | American Country Countdown Awards | Breakthrough Artist of the Year | Himself                                                              | ノミネート | [ 56 ] |
| 2015 | Academy of Country Music Awards   | New Artist of the Year          | Himself                                                              | ノミネート | [ 57 ] |
| 2015 | CMT Music Awards                  | Collaborative Video of the Year | "Small Town Throwdown" (shared with Brantley Gilbert & Justin Moore) | ノミネート | [ 58 ] |
| 2015 | ASCAP Country Music Awards        | Most Performed Songs            | "Make Me Wanna"                                                      | 受賞       |        |
| 2015 | BMI Country Awards                | Top 50 Songs                    | "Make Me Wanna"                                                      | 受賞       |        |
| 2015 | Country Music Association Awards  | New Artist of the Year          | Himself                                                              | ノミネート | [ 59 ] |
| 2016 | American Music Awards             | Favorite Male Artist – Country  | Himself                                                              | ノミネート | [ 60 ] |
| 2016 | American Music Awards             | Favorite Song - Country         | "Die a Happy Man"                                                    | ノミネート | [ 60 ] |
| 2017 | Grammy Awards                     | Best Country Song               | "Die a Happy Man"                                                    | ノミネート | [ 61 ] |
| 2017 | iHeartRadio Music Awards          | Country Artist of the Year      | Himself                                                              | 受賞       | [ 62 ] |
| 2017 | iHeartRadio Music Awards          | Country Song of the Year        | "T-Shirt"                                                            | ノミネート | [ 62 ] |
| 2017 | CMT Music Awards                  | Video of the Year               | "Star of the Show"                                                   | ノミネート | [ 63 ] |
| 2017 | CMT Music Awards                  | Male Video of the Year          | "Star of the Show"                                                   | ノミネート | [ 63 ] |
| 2017 | CMT Music Awards                  | CMT Performance of the Year     | "Close" (with Nick Jonas)                                            | ノミネート | [ 63 ] |
| 2017 | Teen Choice Awards                | Choice Country Song             | "Craving You" (feat. Maren Morris)                                   | ノミネート | [ 64 ] |
| 2017 | Country Music Association Awards  | Musical Event of the Year       | "Craving You" (feat. Maren Morris)                                   | ノミネート | [ 65 ] |
| 2017 | Country Music Association Awards  | Music Video of the Year         | "Craving You" (feat. Maren Morris)                                   | ノミネート | [ 65 ] |
| 2017 | Country Music Association Awards  | Male Vocalist of the Year       | Himself                                                              | ノミネート | [ 65 ] |

## Television Appearances
| 年           | タイトル                                    | 歌              | 備考                                          |
| ------------ | ------------------------------------------- | --------------- | --------------------------------------------- |
| 2016         | CMT Crossroads                              | Him self        | Alongside Nick Jonas                          |
| 2016–present | CMA Music Festival: Country's Night To Rock | Himself/Co-host | Alongside Brett Eldredge and Kelsea Ballerini |

## リンク
- 公式ウェブサイト